# B8083 (Groot-Brittannië)
B8083 is een weg op het Schotse eiland Skye. Hij verbindt Broadford, waar hij de A87 verlaat, met Elgol en Loch Scavaig.
De B8083 is een kronkelende weg die door Swordale loopt en langs het Loch Cill Chriosd, om via Torrin en Loch Slapin Elgol te bereiken. De laatste honderden meter, vlak voor Elgol, hebben dalingspercentages tot 25 %. Langs deze weg is er uitzicht op een aantal heuvels van de Cuillin. In de buurt van de ruïne van Cill Chriosd werd Skye marble gedolven.

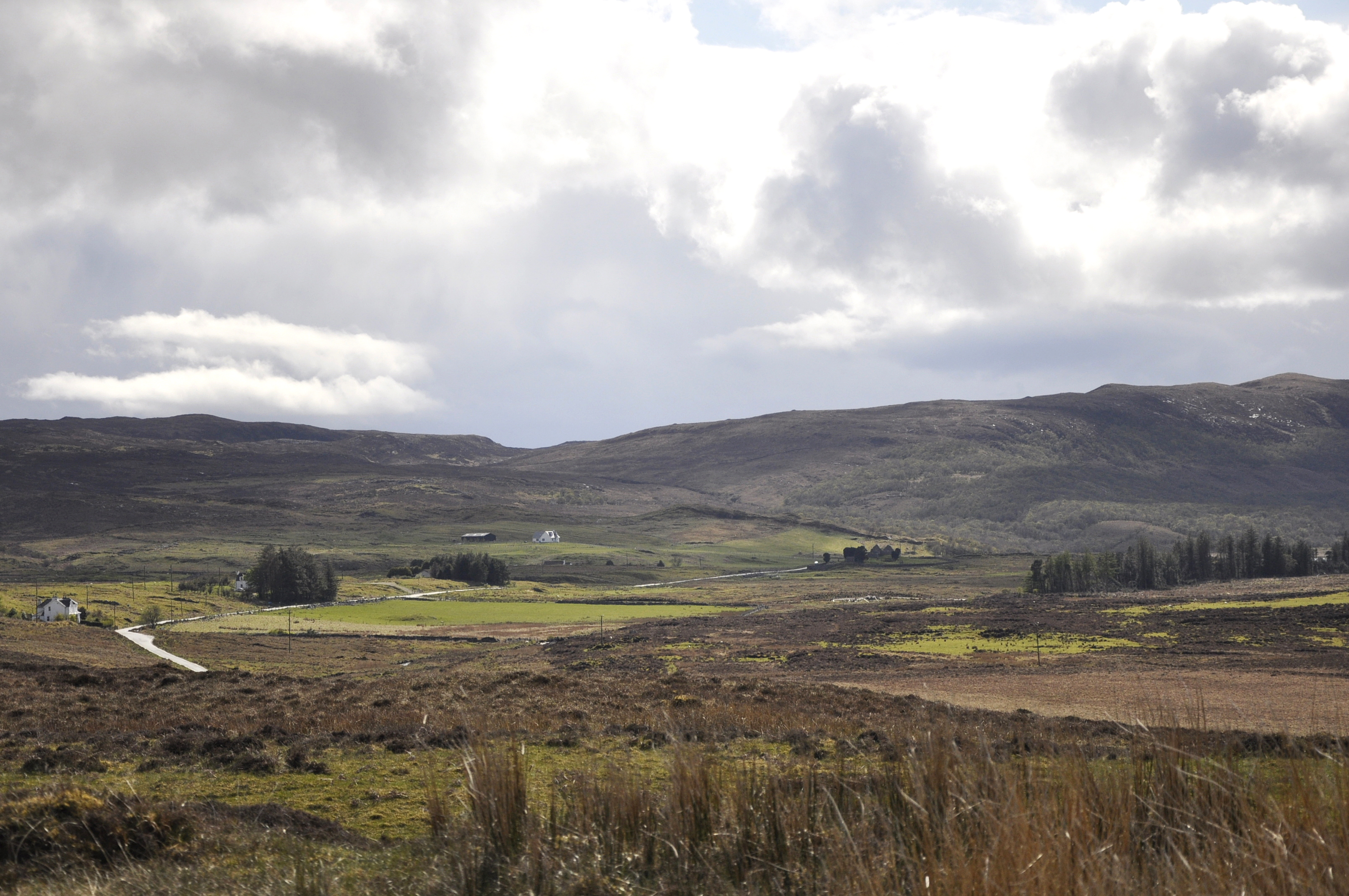
De B8083 in Swordale met de ruïne van Cill Chriosd in de verte